# Pio Manzù
Pio Manzoni (Milán, 2 de marzo de 1939 - Brandizzo, 26 de mayo de 1969) fue un diseñador italiano de automóviles, muebles y otros productos, que trabajó bajo el nombre de Pio Manzù. Uno de sus diseños más conocidos es el del Fiat 127.

## Educación
Hijo del escultor Giacomo Manzù y su primera esposa, Antonia Oreni, Pio Manzù estudió diseño de producto en la Escuela Superior de Diseño de Ulm (en alemán: Hochschule für Gestaltung Ulm), Alemania, bajo la tutela del diseñador y filósofo argentino Tomás Maldonado. Tras graduarse en 1964 como el primer italiano en esta institución, continuó como profesor asistente en la escuela de Ulm. En 1962, participó en un concurso internacional de la revista suiza Année Automobile, que ganó con el diseño de un Austin Healey 3000. El premio consistía en que el diseño sería ejecutado por Carrozzeria Pininfarina, que lo exhibieron en los salones del automóvil de Turín y de Londres.

## Trabajo

### Autonova

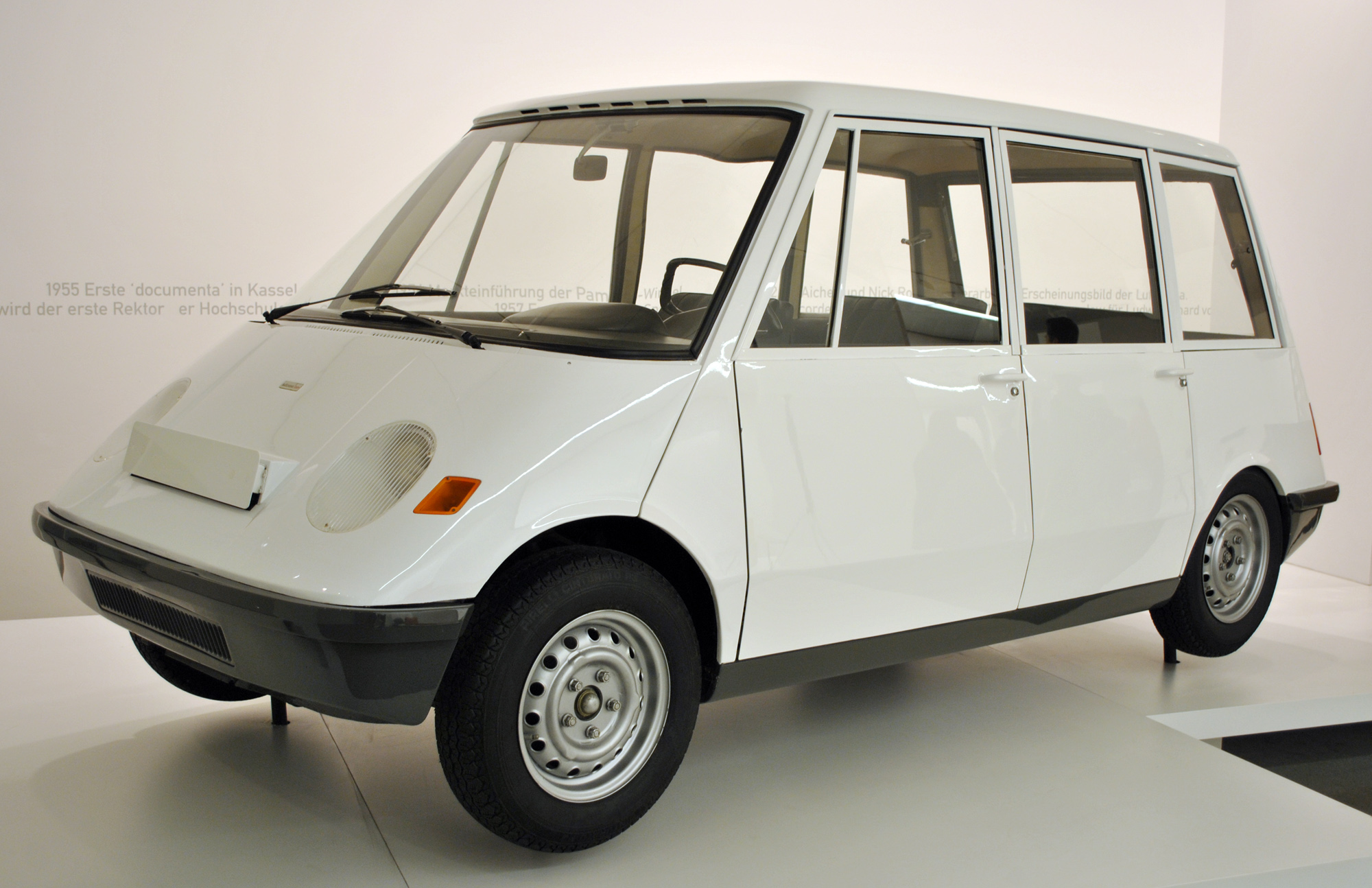
Autonova Fam, diseñado por Busch, Conrad y Manzù (1965)

Manzù realizó diversos proyectos de decoración de interiores y comenzó a colaborar con diversas publicaciones internacionales, escribiendo artículos y creando diseños en el sector automotriz.
En 1965, junto con el escritor de automoción y también graduado en Ulm, Michael Conrad, Manzù creó el grupo de proyecto, que desarrolló los prototipos Autonova GT y Van Autonova Fam. Este último captó inmediatamente la atención del ingeniero Dante Giacosa, jefe del departamento de desarrollo y centro de diseño de Fiat. Pero también los directivos de empresas como NSU, Glas, Pirelli, Recaro, VDO y BASF estaban interesados en estos prototipos.

### Muebles y más

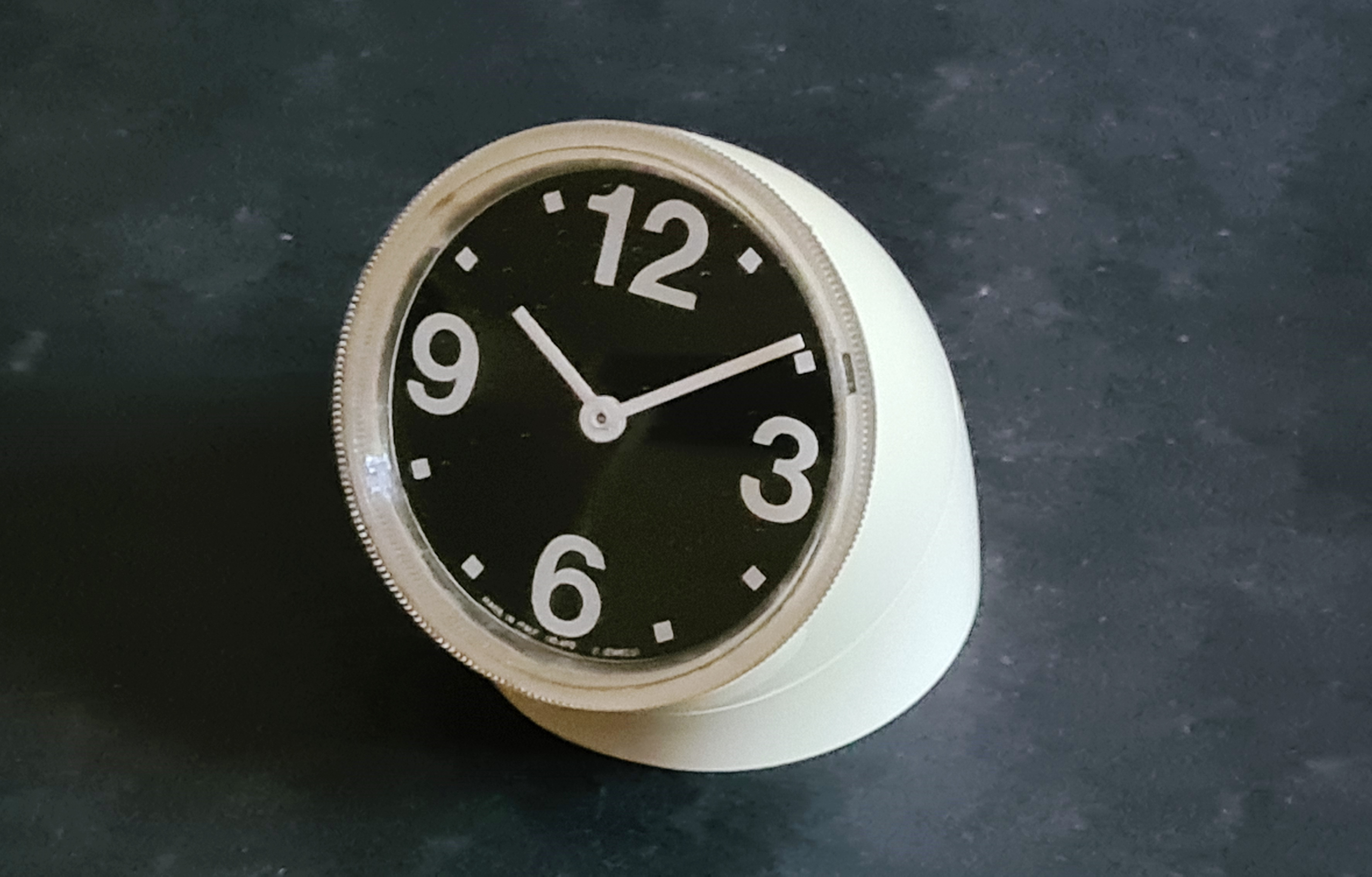
Ritz-Italora Cronotime (1966)

Otros diseños que llevan la firma del diseñador lombardo se encuentran en el ámbito de los accesorios para el hogar. Un ejemplo es el reloj de mesa Cronotime, que se asemeja a los tubos de escape o las mangueras de refrigeración del motor de un coche, y se fabricó originalmente en 1966 como obsequio para la atención al cliente de Fiat. Posteriormente se convirtió en un producto Ritz-Italora disponible en los grandes almacenes La Rinascente y se incluyó en la colección del MoMA. Posteriormente se añadió al catálogo de Alessi, en el que actualmente sigue figurando. Otros diseños de productos fueron materiales de escritura y escritorio para Kartell, y un sillón inspirado en automóviles y una mesa de una sola pata para Alias.

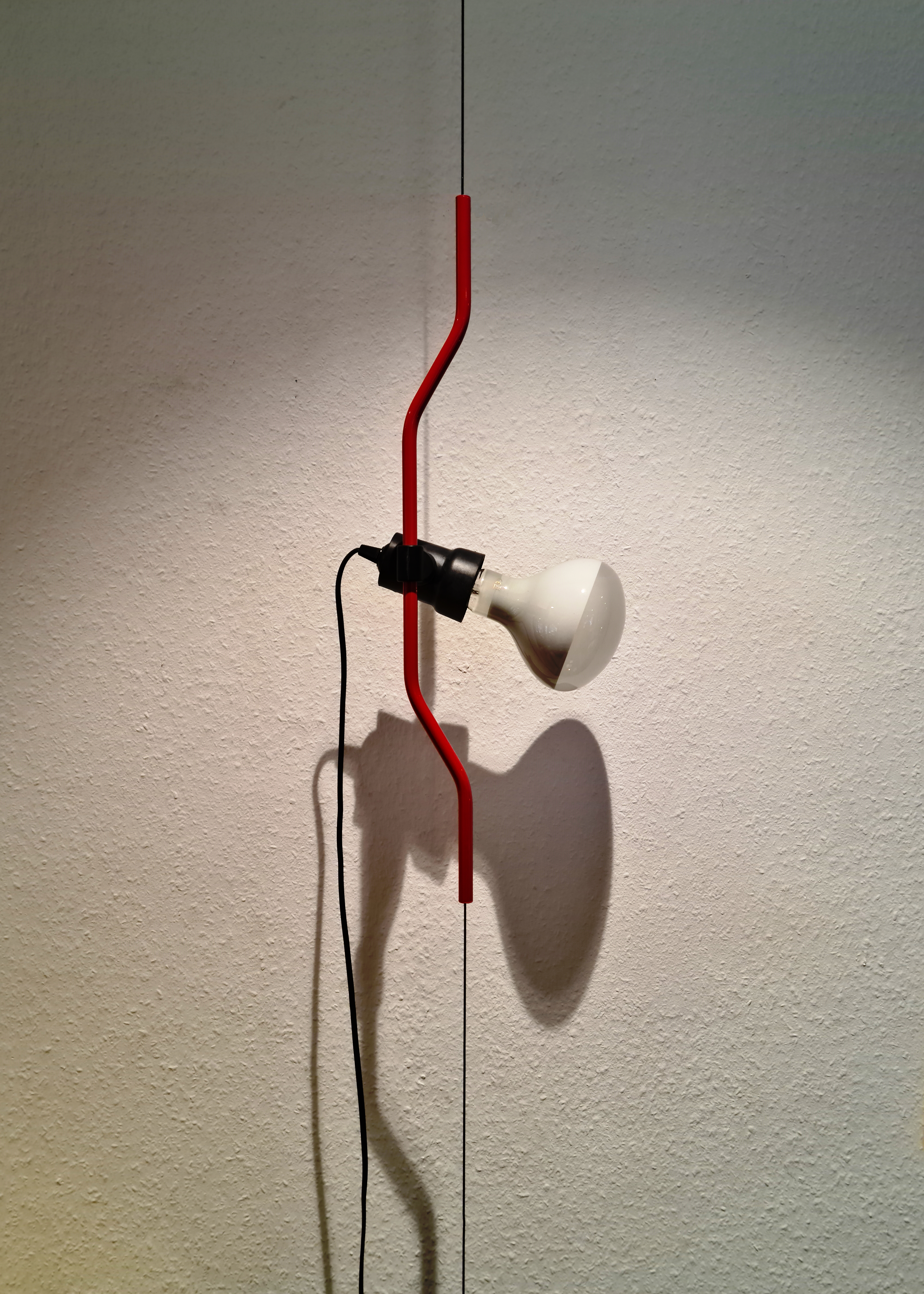
Lámpara Flos Parentesi de Achille Castiglioni (desarrollada póstumamente a partir de un boceto conceptual de Manzù)

La lámpara fr para el fabricante de iluminación it (más de 800.000 vendidas) fue desarrollado por Achille Castiglioni a principios de la década de 1970, basada en un boceto realizado anteriormente por Manzù; la lámpara también está en la colección del MoMA y fue galardonada con el Compasso d'Oro en 1979.
Manzù también trabajó como consultor para Piaggio y Olivetti.
La colaboración con estas empresas, junto con el apoyo de los carroceros turineses Sibona & Basano, llevó a la realización de los prototipos Glas 1004 Autonova Fam, sobre la base del Glas 1004, y NSU Prinz Autonova GT, sobre la base del NSU Prinz y NSU Ro 80.
En 1969, Manzù fue el único miembro no francés del jurado de selección de la exposición Bolide Design organizada por el Museo de Artes Decorativas de París.

### Fiat

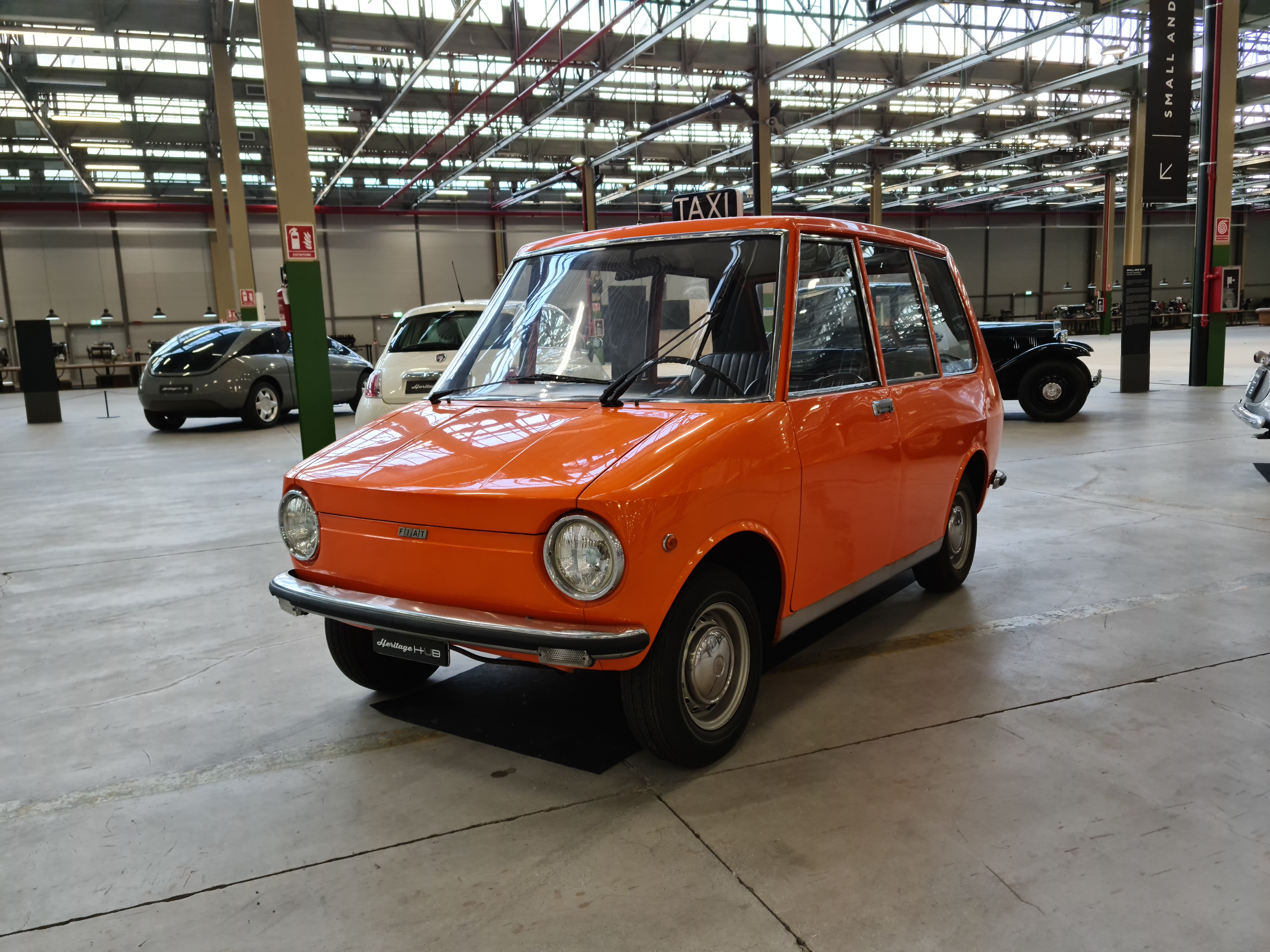
Fiat City Taxi (1968)

En el Centro Stile Fiat, Dante Giacosa al principio tenía dudas sobre la capacidad del recién contratado consultor Manzù para adaptarse a los estrictos procedimientos de industrialización del diseño de un producto. En 1968, su primer proyecto, sin embargo, condujo a la realización de un concept car para su uso como taxi, basado mecánicamente en el Fiat 850 con soluciones técnicas y estilísticas de vanguardia que Manzù ya había desarrollado en Autonova. El resultado fue una especie de monovolumen avant-la-lettre y, aunque no llegó a producirse, estilísticamente formó la base de lo que unos años más tarde se convertiría en el sucesor del Fiat 500, el 126.
Otro proyecto de 1968 fue el coupé deportivo Autobianchi G.31, iniciado por OSI unos años antes. Manzù tuvo que revivirlo, y lo hizo para gran satisfacción de Giacosa y del público, cuya respuesta durante el Salón del Automóvil de Turín fue muy positiva. Sin embargo, se decidió que el coche no entraría en producción.

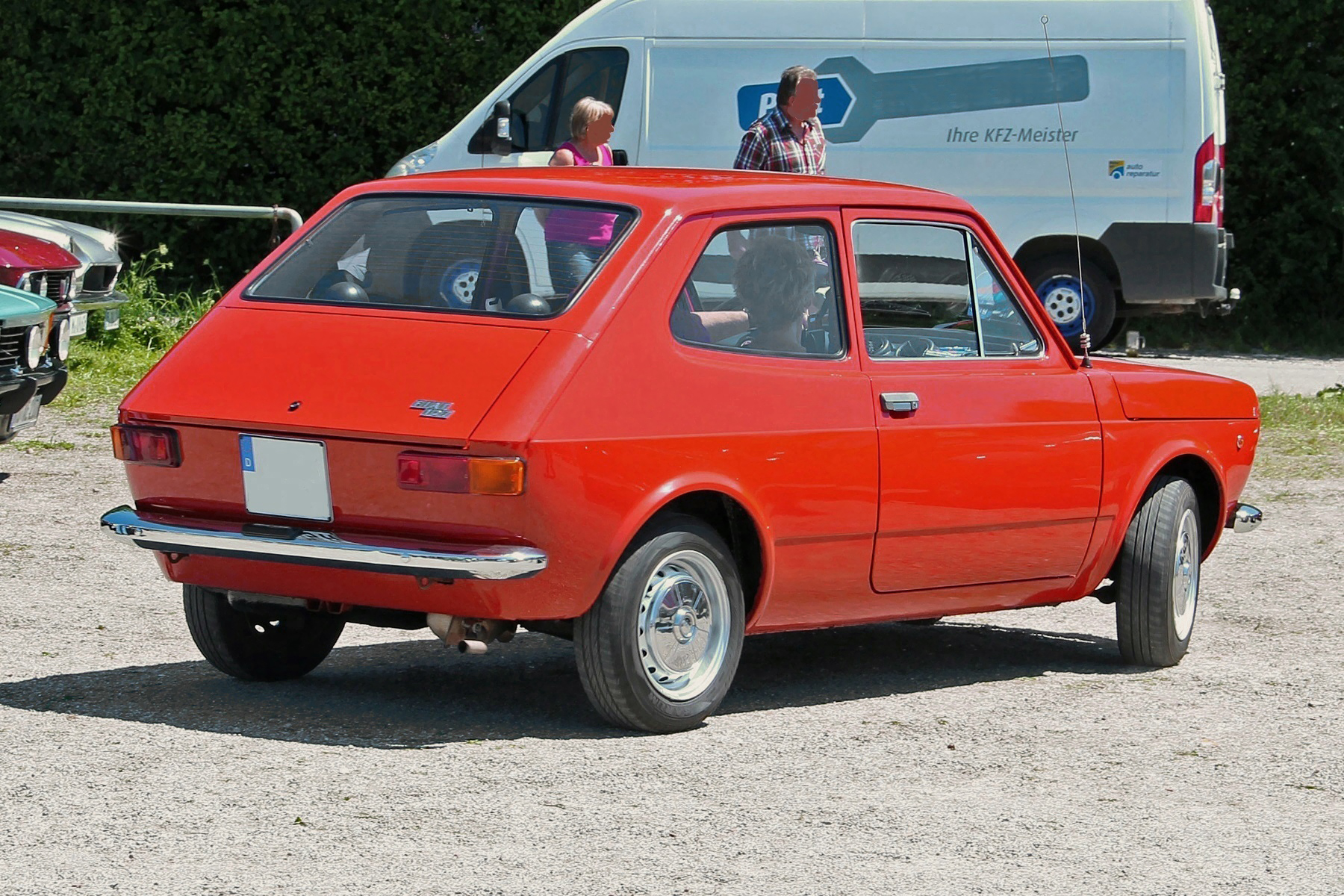
Fiat 127 (1971)

El trabajo de Manzù convenció a Giacosa a confiarle, ese mismo año, el diseño del Fiat 127, un nuevo automóvil que se convertiría en un concepto revolucionario de coche popular y una referencia para la producción automovilística mundial en los años 70. Se construirían casi 8 millones en dos décadas.

## Fallecimiento
Pio Manzù nunca vio el resultado de su trabajo como jurado en el museo francés, ni su idea conceptual para la lámpara Parentesi, ni su importante proyecto en el Centro de Diseño de Fiat. De hecho, se dirigía a la presentación de la maqueta final del Fiat 127 a la alta dirección en mayo de 1969, cuando sufrió un accidente de tráfico unilateral en la autopista A4 Milán-Turín, cerca de los peajes de la salida de Brandizzo, a solo 10 km antes de llegar a Turín. Tras haber llegado tarde a casa la noche anterior y haber salido temprano para llegar a tiempo a la presentación de las 8:00, Manzù decidió conducir el Fiat 500 de su esposa en lugar de su propio Fiat Dino. Por alguna razón desconocida, su coche volcó. Manzù falleció en la ambulancia antes de llegar al hospital.

## Otros reconocimientos
- Además de los objetos de la colección del MoMA, partes de la obra de Manzù también se encuentran en las colecciones de la Galleria d'Arte Moderna e Contemporanea de Bérgamo, que organizó una exposición retrospectiva del trabajo del diseñador en 2008.[30] y en la Pinakothek der Moderne de Múnich.[31]
- En 1969, la ONU fundó el Centro Internacional de Investigación Pio Manzù en Rímini, Italia, para facilitar el estudio de los aspectos económicos y científicos de la relación entre el ser humano y su entorno. Cerró sus puertas en 2016.
- La Fundación Manzù nace con el objetivo de apoyar iniciativas, proyectos y eventos de alto perfil para fomentar estudios e investigaciones en el campo del diseño, de la tecnología de los materiales, de los procesos productivos, de los medios y de las infraestructuras para la movilidad y el medio ambiente.[32]
- Hay una escuela secundaria ("Liceo Artistico Giacomo e Pio Manzù")[33] y una calle ("Via Pio Manzù") que lleva su nombre en Bérgamo.
- En 2021, el Museo Nazionale dell'Automobile de Turín organizó una exposición titulada Che Macchina! 1971–2021 Pio Manzù e i cinquant'anni della 127.[34][35]

## Publicaciones
- Finessi, Giuseppe; Fagone, Enrico (2008). Pio Manzù: Quando il mondo era moderno [Pio Manzù: When the world was modern] (en it, en). Milan: Electa. p. 172. ISBN 978-8837066918.
- Alfarano, Giampiero; Guglielmi, Eugenio (2019). Pio Manzù: Designer di Transizione tra Moderno e Contemporaneo (en italiano). Macchione. p. 80. ISBN 978-8865705698.